# Бассэль, Валерий Михайлович
Валерий Михайлович Бассэль (укр. Валерій Михайлович Бассель; 12 июля 1939, Москва — 8 сентября 2024) — советский и украинский актёр, театральный режиссёр. Заслуженный артист Украинской ССР (1989).

## Биография
Учился в Новосибирском театральном училище у Константина Чернядева (окончил в 1960 году). В 1960—1972 годах — актер в различных театрах СССР (в Новосибирске, Алма-Ате, Калининграде). Затем до 1990 года работал в Одесском русском драмтеатре им. А. Иванова. Играл в знаковых постановках театра («Дождь» по С. Моэму, «Загнанная лошадь» по Ф. Саган, «Закат» по И. Бабелю).
В 1993 году снимался в популярной юмористической программе Джентльмен-шоу.
С 1995 года — художественный руководитель и режиссёр-постановщик театрального коллектива «Гэвэл гэволим» («Суета сует») Общества еврейской культуры Одессы. Среди постановок Басселя в этом театре — «Трудные люди» и «Сад» по Й. Бар-Йосефу, «Шабос Нахаму» («Суббота утешения») по И. Бабелю и др.
С конца 2000-х годов также ставил спектакли в Одесском театре кукол.
Многолетний председатель жюри одесской театральной премии им. Л. Буговой и И. Твердохлиба.
Помимо работы в театрах активно снимался в кино.

### Смерть
Умер 8 сентября 2024 года в возрасте 85 лет.

## Актёрская фильмография
1. 1974 — Контрабанда — Мерцалов
2. 1977 — Волшебный голос Джельсомино — генерал / доктор
3. 1978 — Артём —  представитель солдат
4. 1979 — Особо опасные… — Куцый
5. 1979 — Место встречи изменить нельзя — милиционер
6. 1981 — Золотые туфельки — Петро
7. 1982 — Трест, который лопнул
8. 1982 — Огненные дороги — восхищенный зритель
9. 1982 — Разбег — Фаерштейн
10. 1983 — Зелёный фургон — киномеханик
11. 1985 — Матрос Железняк — агитатор
12. 1989 — В знак протеста — Василий Иванович Петров
13. 1990 — Гамбринус — профессор консерватории
14. 1990 — Неустановленное лицо — Эдуард Николаевич Буйносов
15. 1990 — И чёрт с нами! — бомж на свалке
16. 1992 — Время Икс — капитан милиции Щеглов
17. 1994 — Анекдотиада, или История Одессы в анекдотах
18. 2004 — 12 стульев — вахтер в клубе железнодорожников
19. 2004 — Есенин — врач-психиатр
20. 2006 — Иван Подушкин. Джентльмен сыска. Бриллиант мутной воды — Борис Давидович Крамер
21. 2006 — Эффект присутствия (фильм) — Аркадий[10]
22. 2008 — Улыбка Бога, или Чисто одесская история — больной
23. 2011 — Жизнь и приключения Мишки Япончика — Аверман, отец Цили и Софочки
24. 2011 — Заяц, жаренный по-берлински — Казимир Кучер
25. 2011 — Охотники за бриллиантами — Иншай
26. 2012 — Личная жизнь следователя Савельева — смотрящий в камере
27. 2012 — Дом с башенкой — старый дворник
28. 2013 — Шулер — Люсик Либерзон, раввин
29. 2013 — Я — Ангина! — Матюша
30. 2013 — Волчье солнце — Соломон Клоб
31. 2013 — Моя Русалка, Моя Лореляй — дядя Сёма (Соломон)
32. 2014 — До свидания, мальчики — Илья, сосед Холодовых
33. 2014 — Курортная полиция — алкаш
34. 2014 — Сын за отца — Леонид, рантье
35. 2015 — Личный интерес — Василий
36. 2017 — Капитанша — Христофор
37. 2017 — Январь — март — дедушка